# Residualnachfrage
Die Residualnachfrage (von lateinisch residuum = Rest) ist ein Begriff aus der Mikroökonomie. Die Residualnachfrage ist
die Nachfrage nach einem Gut auf einem Markt zu einem bestimmten Preis, welche nicht durch das Angebot der Wettbewerber befriedigt werden kann.
Um diese Verbaldefinition mathematisch zu fassen, betrachtet man eine Funktion {\displaystyle y=f(x)}, die von einer Einflussgröße {\displaystyle x} abhängt.
In der Mikroökonomie wird meist für die Nachfragefunktion die Notation {\displaystyle D} und für die Angebotsfunktion {\displaystyle S} gewählt, deren Einflussgrößen jeweils der Preis {\displaystyle p} ist.
Für die Residualnachfragefunktion wird die Notation {\displaystyle D_{r}(p)} verwendet.
Unter der Transitivitätsannahme und der Vollständigkeitsannahme in der Mikroökonomie, lässt sich so die Nachfrage nach einem Gut für ein einzelnes Unternehmen bestimmen.
Die Residualnachfrage lässt sich bei gegebener (Markt-)Nachfragefunktion {\displaystyle D(p)} und gegebener Angebotsfunktion der übrigen Wettbewerber im Markt {\displaystyle S(p)}, für ein einzelnes Unternehmen wie folgt berechnen.
{\displaystyle D_{r}(p)=D(p)-S(p)}
Mit zunehmender Anzahl der Wettbewerber {\displaystyle n}, im Markt wird die Nachfragekurve elastischer. Die Elastizität der Residualnachfragekurve gibt dem Unternehmen Aufschluss über das Verhalten der Wettbewerber bei Preisänderung.
Für die Elastizität der Residualnachfrage gilt:
{\displaystyle {\frac {\partial D_{r}}{\partial p}}\cdot {\frac {q}{p}}={\frac {\partial D}{\partial p}}\cdot {\frac {q}{p}}-{\frac {\partial S_{r}}{\partial p}}\cdot {\frac {q}{p}}}
{\displaystyle {\frac {\partial D_{r}}{\partial p}}\cdot {\frac {q}{p}}={\frac {\partial D}{\partial p}}\cdot {\frac {p}{Q}}\cdot {\frac {Q}{p}}-{\frac {\partial S_{r}}{\partial p}}\cdot {\frac {p}{Q_{0}}}\cdot {\frac {Q_{0}}{p}}}
mit
{\displaystyle Q} = Gesamtmenge des angebotenem Gutes auf dem Markt,
{\displaystyle q} = Menge des angebotenen Gutes von Unternehmen i,
{\displaystyle Q_{0}} = Menge des angebotenen Gutes aller anderen Unternehmen (außer Unternehmen i).
Unter der vereinfachten Annahmen, dass alle anderen Unternehmen die gleiche Menge produzieren {\displaystyle q=Q/n}, ergibt sich für die Elastizität der Residualnachfrage:
{\displaystyle \epsilon _{i}=\epsilon n-\eta _{0}(n-1)}
mit
{\displaystyle \epsilon _{i}} als Elastizität der Nachfrage und
{\displaystyle \eta _{0}} als der Elastizität der residualen Angebotskurve.